# Case of first impression
Case of first impression (po ang. sprawa jeszcze nie rozpoznana) – termin prawny charakterystyczny dla systemu common law. Oznacza on taką sprawę sądową, dla której brak jest wiążącego precedensu. Innymi słowy sprawę, w której nie zapadł wcześniej żaden wyrok sądowy, który mógłby posłużyć jako wiążący wzór do rozstrzygnięcia aktualnie rozpatrywanego przypadku.
Pojęcie to dotyczy wyłącznie systemu prawnego common law, jego odpowiednika w prawie kontynentalnym można by doszukiwać się w koncepcji luk prawnych, w szczególności luki extra legem.